# Hemitrichus oxygaster
Hemitrichus oxygaster är en stekelart som beskrevs av Boucek 1965. Hemitrichus oxygaster ingår i släktet Hemitrichus och familjen puppglanssteklar.
Artens utbredningsområde är:
- Slovakien.
- Spanien.
- Moldavien.

Inga underarter finns listade i Catalogue of Life.